# Pamphobeteus ornatus
Pamphobeteus ornatus là một loài nhện trong họ Theraphosidae.
Loài này thuộc chi Pamphobeteus. Pamphobeteus ornatus được Mary Agard Pocock miêu tả năm 1903.